# Przeździecko-Mroczki
Przeździecko-Mroczki – wieś w Polsce położona w województwie podlaskim, w powiecie zambrowskim, w gminie Zambrów.
Wieś była siedzibą gromady Przeździecko-Mroczki. W latach 1975–1998 miejscowość administracyjnie należała do województwa łomżyńskiego.
Obok miejscowości przepływa niewielka rzeka Brok Mały, dopływ Broku.
Wierni kościoła rzymskokatolickiego należą do parafii Wniebowzięcia Najświętszej Maryi Panny w Andrzejewie.